# M'rirt

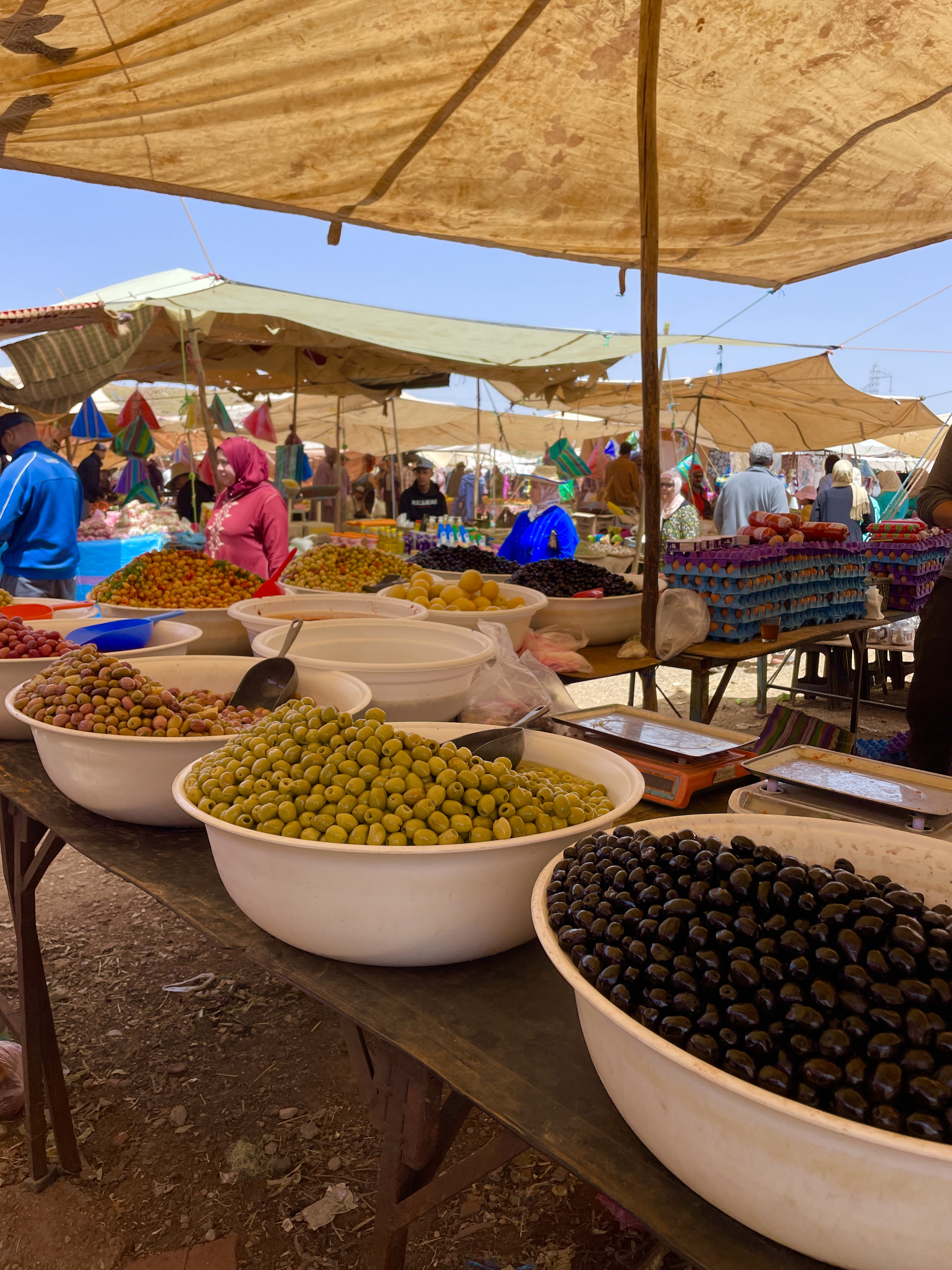
Le jeudi est le jour du marché à M'rirt.

M'rirt ((en berbère : Mrirt, ⵎⵔⵉⵔⵜ ;en arabe : مريرت) est une ville du Moyen Atlas au Maroc, elle est la deuxième municipalité de la province de Khénifra, à 30 km au nord de son chef-lieu. Elle est située à 1 113 m d'altitude. Avant qu’elle soie peuplée, les terres de ce village appartenaient à la famille Mohattane 
Son développement urbain est dû à la présence de riches ressources minières, à Jbel Aouam, Ighram Aoussar, Sidi Ahmed, Tighza, dont on extrait le plomb, le zinc, l'argent, l'or et le tungstène. Son exploitation remonte au Moyen Âge européen et a laissé de graves séquelles environnementales (pollution aiguë de l'eau et des sols par le plomb, l'antimoine et l'arsenic notamment, en particulier à proximité des haldes et résidus de l'activité minière).
Le souk organisé tous les jeudis au pied de la colline Boulouhouch, au nord de la ville, attire un très grand nombre de personnes, en particulier les habitants des campagnes alentour.

## Histoire
La ville de M'rirt a très longtemps été un lieu de passage, petit à petit on y a vu s'installer une population berbère mais aussi arabe. Les premières traces de vie à M'rirt remontent au Moyen Âge. Les vestiges de lIghrem Aoussar, à 3-4km de Mrirt, attestent d'une occupation dès le haut moyen-âge. L'exploitation de la mine voisine de Tighza est datée du IXe siècle de notre ère au moins, une pièce de monnaie portant la mention "بمريرة سنة احدى و مئتين…" soit "…à Mrira, an 201 de l'hégire″ a été trouvée dans les environs de la mine. Il est possible sinon probable que le mot "Mrira" ou "Mrirt" désignait à cette époque lIghrem Aoussar. En effet, "Ighrem Aoussar" signifie "Vieille ville" ou encore "Vieille maison" en langue berbère. Les murailles de l'Ighrem ont pour leur compte été bâties dès le XIIe siècle. La vieille ville est abandonnée après le XIIIe siècle de notre ère.

## Démographie
La ville compte environ 45 000 habitants d'origine berbère de la Tribu Aït Sgougou et bénéficie de plus en plus de l'exode rural.

## Économie
L'économie de la capitale des Aït Sgougou est basée en grande partie sur l'agriculture, l'élevage et les ressources forestières.
Les gisements miniers de Aouam, Sidi Ahmed et Ighram Aoussar exploités depuis le protectorat français produisent en grande partie du plomb, du zinc, de l'argent et une petite proportion d'or.

## Quartiers
Les principaux quartiers de la ville sont:
- Au nord (route d'Azrou): Aït Hajjou, Douar Chmaa et Afoud Ikabar
- À l'est : Tahajaouit
- Le centre-ville
- À l'ouest (route de Meknès): Boulachfar, Aït Aami Ali et Douar Hssaïn.
- Au sud (route de Khénifra) : Aït Mou

## À proximité
Les communes rurales d'El Hammam (dont le siège se trouve à Tighza) et d'Oum Errabiaa qui dépendent administrativement de la province de Khénifra, sont des anciennes résidences des coopérants français lors du protectorat.

## Sources
1. ↑   Ahmedat, C., EL HASSANI, I. E. E. A., ZAHRAOUI, M., & TAHIRI, A. (2018). Potentialités minérales et effet de géo-accumulation des éléments traces métalliques des rejets des mines abandonnées. L'exemple des mines d'antimoine de Tourtit et d'Ichoumellal (Maroc central). Bull Inst Sci Rabat, 71-89. Lire en ligne (PDF)
2. 1 2  « Les fouilles archéologiques », sur Projet Tighza, 23 juillet 2016 (consulté le 24 mars 2024)

 (mars 2013).